# Brontispa archontophoenica
Brontispa archontophoenica es una especie de coleóptero de la familia Chrysomelidae.
Fue descrita científicamente por primera vez en 1960 por Gressitt.